# Diocesi di Thunder Bay
La diocesi di Thunder Bay (in latino Dioecesis Sinus Tonitralis) è una sede della Chiesa cattolica in Canada suffraganea dell'arcidiocesi di Toronto. Nel 2022 contava 89.000 battezzati su 290.142 abitanti. È retta dal vescovo Alan Campeau.

## Territorio
La diocesi si trova nella parte nord-occidentale della provincia dell'Ontario, in Canada. Comprende per intero il distretto di Rainy River e porzioni minori dei distretti di Kenora e di Thunder Bay.
Sede vescovile è la città di Thunder Bay, dove si trova la cattedrale di San Patrizio.
Il territorio si estende su 220.000 km² ed è suddiviso in 49 parrocchie, raggruppate in 3 regioni pastorali.
La diocesi, pur facendo parte della provincia ecclesiastica di Toronto, si trova, rispetto alla sede metropolitana, all'estremità opposta dell'Ontario.

## Storia
La diocesi di Fort William (Dioecesis Arcis Gulielmi) fu eretta il 29 aprile 1952 con la bolla Cotidiano prope di papa Pio XII, ricavandone il territorio dalla diocesi di Sault Sainte Marie e dall'arcidiocesi di Saint-Boniface.
Il 9 agosto 1957, con la lettera apostolica Novissimae dioeceses, lo stesso papa Pio XII proclamò la Beata Maria Vergine, venerata con il titolo di Nostra Signora della Carità, patrona principale della diocesi, e San Patrizio patrono secondario.
Il 26 febbraio 1970 ha assunto il nome attuale per effetto del decreto Apostolicis sub plumbo della Congregazione per i vescovi, dopo che il 1º gennaio dello stesso anno Fort William si era fusa con altre municipalità nella nuova città di Thunder Bay.
Ha ingrandito il proprio territorio con gli abitati di Pie Mobert e Manitouwage, già appartenuti alla diocesi di Sault Sainte Marie, il 18 marzo 2017, e con la parrocchia di Santa Bernadette in Sandy Lake, già appartenente all'arcidiocesi di Keewatin-Le Pas, il 15 luglio 2021.

## Cronotassi dei vescovi
Si omettono i periodi di sede vacante non superiori ai 2 anni o non storicamente accertati.
- Edward Quentin Jennings † (14 maggio 1952 - 18 settembre 1969 ritirato[5])
- Norman Joseph Gallagher † (16 aprile 1970 - 28 dicembre 1975 deceduto)
- John Aloysius O'Mara † (24 maggio 1976 - 2 febbraio 1994 nominato vescovo di Saint Catharines)
- Frederick Bernard Henry † (24 marzo 1995 - 19 gennaio 1998 nominato vescovo di Calgary)
- Frederick Joseph Colli (2 febbraio 1999 - 17 giugno 2024 ritirato)
- Alan Campeau, dal 10 gennaio 2025

## Statistiche
La diocesi nel 2022 su una popolazione di 290.142 persone contava 89.000 battezzati, corrispondenti al 30,7% del totale.
| anno | popolazione | popolazione | popolazione | presbiteri | presbiteri | presbiteri | presbiteri                | diaconi | religiosi | religiosi | parrocchie |
| anno | battezzati  | totale      | %           | numero     | secolari   | regolari   | battezzati per presbitero | diaconi | uomini    | donne     | parrocchie |
| ---- | ----------- | ----------- | ----------- | ---------- | ---------- | ---------- | ------------------------- | ------- | --------- | --------- | ---------- |
| 1966 | 52.000      | 200.000     | 26,0        | 69         | 28         | 41         | 753                       |         | 44        | 133       | 34         |
| 1970 | 54.780      | 200.000     | 27,4        | 74         | 29         | 45         | 740                       |         | 49        | 141       | 39         |
| 1976 | 55.000      | 200.000     | 27,5        | 63         | 25         | 38         | 873                       | 1       | 44        | 85        | 38         |
| 1980 | 63.100      | 217.700     | 29,0        | 67         | 25         | 42         | 941                       |         | 48        | 68        | 41         |
| 1990 | 72.800      | 222.500     | 32,7        | 62         | 29         | 33         | 1.174                     | 12      | 35        | 41        | 41         |
| 1999 | 71.000      | 240.000     | 29,6        | 47         | 31         | 16         | 1.510                     | 19      | 18        | 49        | 42         |
| 2000 | 71.000      | 240.000     | 29,6        | 44         | 30         | 14         | 1.613                     | 32      | 16        | 32        | 42         |
| 2001 | 71.000      | 240.000     | 29,6        | 46         | 31         | 15         | 1.543                     | 31      | 17        | 28        | 42         |
| 2002 | 71.000      | 240.000     | 29,6        | 43         | 30         | 13         | 1.651                     | 32      | 13        | 19        | 42         |
| 2003 | 71.000      | 240.000     | 29,6        | 46         | 32         | 14         | 1.543                     | 29      | 14        | 21        | 42         |
| 2004 | 73.780      | 240.000     | 30,7        | 47         | 33         | 14         | 1.569                     | 29      | 14        | 20        | 42         |
| 2010 | 77.800      | 251.000     | 31,0        | 39         | 26         | 13         | 1.994                     | 35      | 13        | 12        | 43         |
| 2014 | 81.400      | 262.600     | 31,0        | 46         | 37         | 9          | 1.769                     | 36      | 9         | 7         | 43         |
| 2017 | 83.620      | 272.610     | 30,7        | 36         | 30         | 6          | 2.322                     | 33      | 6         | 8         | 45         |
| 2020 | 86.900      | 283.300     | 30,7        | 30         | 30         |            | 2.896                     | 32      |           | 3         | 46         |
| 2022 | 89.000      | 290.142     | 30,7        | 28         | 28         |            | 3.178                     | 31      |           |           | 49         |